# Distrikt Pomacancha
Der Distrikt Pomacancha liegt in der Provinz Jauja in der Region Junín in Zentral-Peru. Der Distrikt wurde am 20. November 1961 gegründet. Er besitzt eine Fläche von 282 km². Beim Zensus 2017 wurden 1506 Einwohner gezählt. Im Jahr 1993 lag die Einwohnerzahl bei 2329, im Jahr 2007 bei 2141. Sitz der Distriktverwaltung ist die 3806 m hoch gelegene Ortschaft Pomacancha. Pomacancha befindet sich 14 km westnordwestlich der Provinzhauptstadt Jauja.

## Geografische Lage
Der Distrikt Pomacancha befindet sich im Andenhochland im Nordwesten der Provinz Jauja.
Der Distrikt Pomacancha grenzt im Südwesten an den Distrikt La Oroya (Provinz Yauli), im Norden an die Distrikte Tarma und Huaricolca (beide in der Provinz Tarma), im Osten an die Distrikte Acolla und Tunanmarca sowie im Süden an die Distrikte Janjaillo und Curicaca.

## Ortschaften
Im Distrikt gibt es neben dem Hauptort folgende größere Ortschaften:
- Casa Blanca (479 Einwohner)